# Gustav Krojer
Gustav Krojer (* 30. Juni 1885 in Wien, Österreich-Ungarn; † 30. Jänner 1945 ebenda) war ein österreichischer Fußballspieler und Leichtathlet. Er spielte 1911 zweimal im Fußball-Nationalteam und nahm an mehreren Disziplinen der Olympischen Spiele 1906 und 1912 teil.

## Vereinskarriere
Krojer begann mit dem Fußballspiel in der Brigittenau bei Union Zwischenbrücken, ehe er im Jahr 1901 im Alter von 16 Jahren zur Vorwärts wechselte. Der Verein ging zunächst in der Wiener Sportvereinigung auf, mit der der groß gewachsene Verteidiger im Jahr 1905 durch einen 2:1-Sieg gegen den Magyar AC Budapest den Challenge-Cup gewann. 1907 erfolgte eine weitere Vereinsfusion, als deren Ergebnis der Wiener Sport-Club entstand.
Bei den Dornbachern spielte Krojer in einer Mannschaft mit Wilhelm Schmieger und Arthur Wackenreuther. 1909 erreichte der Sport-Club ebenfalls das Finale des Challenge-Cup, wo man dem Ferencvárosi TC mit 1:2 unterlag. 1911 kam es im Finale zur selben Begegnung und diesmal waren die Wiener mit 3:0 erfolgreich. Nachdem er mit dem Sport-Club 1912 in der erstmals ausgetragenen Meisterschaft den zweiten Platz belegt hatte, beendete Krojer 1913 seine Fußballkarriere, war aber noch bis 1923 in der Altherrenmannschaft aktiv und arbeitete als Abteilungsleiter bei den Wiener Gaswerken.

## Nationalmannschaft
Im Jahr 1911 kam er zu zwei Einsätzen in der Nationalmannschaft. In beiden Spielen waren die Ungarn der Gegner, wobei es einen Sieg und eine Niederlage gab und Krojers Partner in der Verteidigung jeweils Felix Tekusch war.

## Leichtathletik
Neben seiner Fußballkarriere war Krojer auch ein erfolgreicher Leichtathlet, der es im Kurzstreckenlauf, Weitsprung, Hochsprung sowie Speerwurf zu rund 40 österreichischen Meistertiteln brachte und in den beiden letztgenannten Disziplinen auch Rekordhalter war. Nachdem er schon 1906 an den Olympischen Zwischenspielen in Athen teilgenommen hatte, gehörte er auch 1912 zur Olympiamannschaft bei den Spielen in Stockholm, allerdings nicht als Mitglied der teilnehmenden Fußballnationalmannschaft, sondern wieder als Leichtathlet, wobei er als bestes Ergebnis einen 16. Platz im Dreisprung erzielen konnte.

## Erfolge
- 2× Challenge-Cup: 1905, 1911
- 1× Challenge-Cupfinalist: 1909
- 1× österreichischer Vizemeister: 1912
- 2 Spiele für die österreichische Fußballnationalmannschaft: 1911